# Pieve di Santo Stefano (Pisignano)
La pieve di Santo Stefano è una chiesa di Pisignano, frazione del comune di Cervia.

## Storia
È l'edificio sacro più antico dell'attuale territorio cervese,  menzionata già nel X secolo. Riedificata dalle fondamenta nel 1521, sulle rovine della pieve preesistente, gravemente danneggiata da orde di soldatesche sbandate dopo la battaglia di Ravenna, ebbe la consacrazione a santo Stefano nel 1527, e si erge solitaria nel verde campestre.

## Descrizione

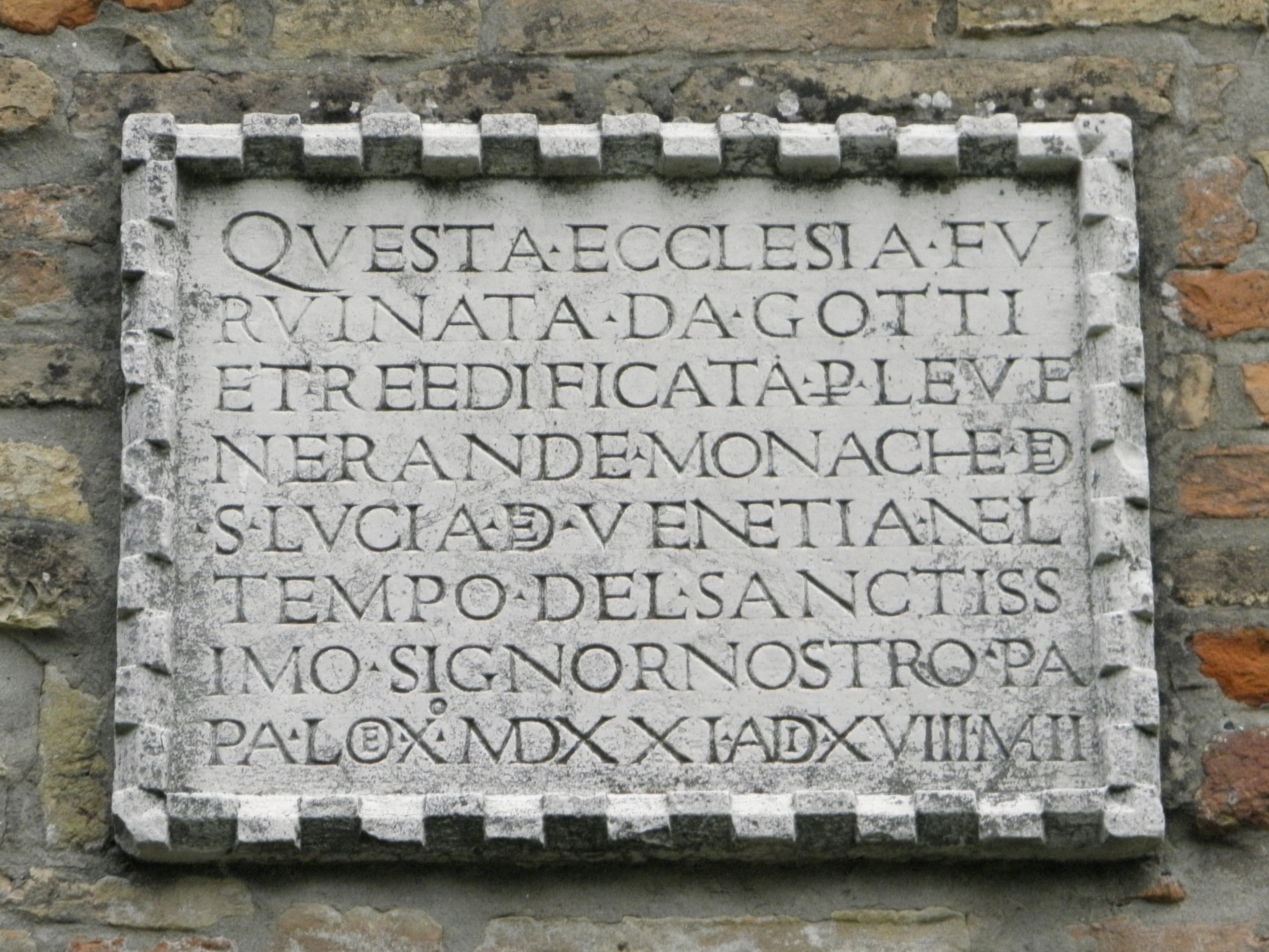
La lapide posta sopra il portale che ricorda la riedificazione dell'edificio del 1521.

L'edificio è in stile protoromanico, esteriormente spoglio, costruito completamente in cotto con frammenti lapidari e marmorei nelle murature a vivacizzare il disegno, rompendone la monotonia. La facciata, scandita da due lesene angolari e due centrali a segnare le navate, è caratterizzato nella parte superiore da un rosone in perfetto asse sull'ingresso, sopra il quale è collocata una lapide commemorativa della riedificazione.
Ai lati dell'ingresso, incastonati nella parete ci sono due capitelli in marmo bianco scolpito di stile bizantino-ravennate ed una mano benedicente, reperti della vecchia pieve.
L'interno è in stile basilicale a tre navate, divise in quattro archi a tutto sesto, poggianti su tre caratteristici pilastri a "T". 
Le navate laterali ospitano un crocifisso ligneo del XVII secolo e, uno di fronte all'altro nella parte mediana, i due dipinti di maggior pregio: nella navata destra una tela raffigurante Santa Maddalena con i santi Onofrio e Otmario, attribuita a Lattanzio da Rimini, e in quella sinistra un significativo lavoro pittorico cinquecentesco, riemerso a seguito delle recenti opere di restauro raffigurante sant'Andrea Apostolo con un altro santo dal volto irriconoscibile e con il pastorale.

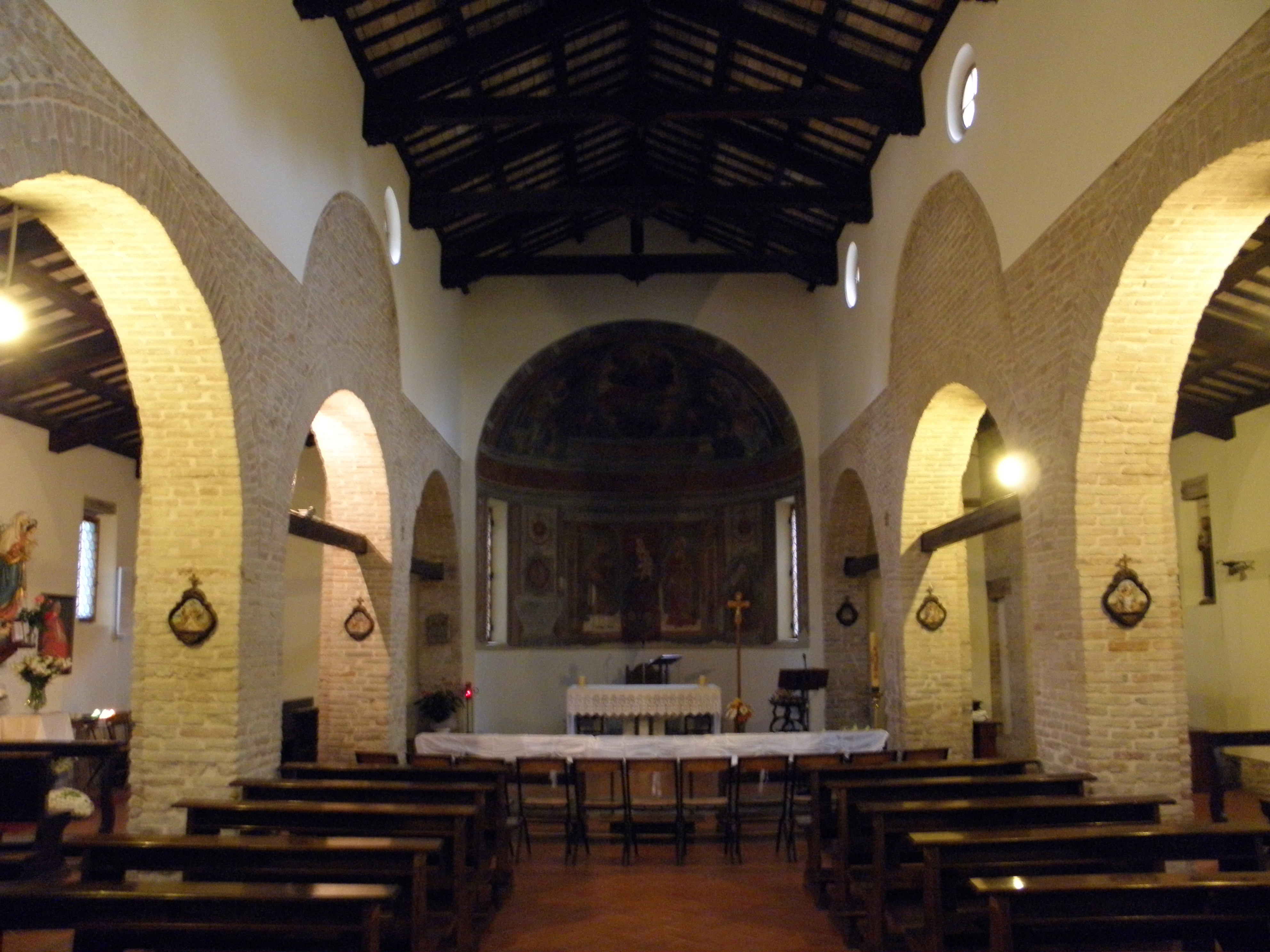
Navata centrale della chiesa, in secondo piano l'altare maggiore e l'abside affrescato.

L'abside semicircolare che fa da sfondo alla navata centrale e che ospita all'altezza della prima arcata l'altare maggiore forgiato a calice, nella sua direzione canonica rivolta ad oriente, tipica delle chiese romaniche, simboleggia nel sorgere del sole la venuta di Cristo nel mondo. La copertura della navata centrale consta di due capriate lignee il cui motivo continua negli elementi d'unione delle prime due arcate.
La costruzione nel corso del '700 subì diversi adattamenti baroccheggianti e che solo i restauri del 1912 e del 1982 riportarono all'impronta originale. Illustrata da pregevoli affreschi del 1500, l'abside evidenzia nella parte centrale una Madonna con Bambino affiancata dai santi Stefano e Lucia, da attribuirsi al ravennate Luca Longhi e, nel soffitto, una raffigurazione divina su uno sfondo di cielo stellato.
Un crocifisso ligneo ed una Madonna del Rosario, opera dello scultore gardenese Giuseppe Rungaldier risalenti alla prima metà del '900, completano il patrimonio artistico di questa chiesa.